# Furia española (película)
Furia española es una película española estrenada en 1975, coescrita por José Luis García Sánchez y Francesc Betriu y dirigida por este último. Sus protagonistas principales fueron Cassen y Mónica Randall. Se trata de una comedia de humor absurdo y esperpéntico ambientada en el mundo del fútbol.
Por su trabajo en los decorados de la película, Elisa Ruiz Fernández fue galardonada con la medalla del Círculo de Escritores Cinematográficos.

## Sinopsis
Sebastián es un hincha del Barça que decide entrar a formar parte de una peña futbolística del equipo azulgrana. Allí conoce a Juliana, la hija de su jefe y amigo Amadeo, una joven que no para hasta que Sebastián la pida en matrimonio. Pero la boda debe celebrarse el mismo día en que el Barça y el Madrid juegan entre sí en el campeonato de liga.

## Reparto principal
- Cassen como Sebastián
- Mónica Randall como Juliana
- Carlos Ibarzábal como Amadeo
- Ovidi Montllor como Ricardo
- Rosa Gil como	Doña Amanda
- María Francia	como Pili
- Rosa Morata como Asunta
- Dolores Continente como Doña Paquita
- Alfred Lucchetti como Estanis
- Juan Fernández como Cura
- Francisco Jarque como	Hincha 1
- José Llasat como Manolo
- Manuel Muñiz como Parroquiano
- Juan Patiño como Taxista
- Esther Riera como Chica del spot
- Fernando Caro como Justino
- Llàtzer Escarceller como Hincha 2
- Amparo Moreno Viajera en la golondrina
- Miguel Ángel Valdivieso como Voz locutor